# アレッサンドロ・スカルラッティ

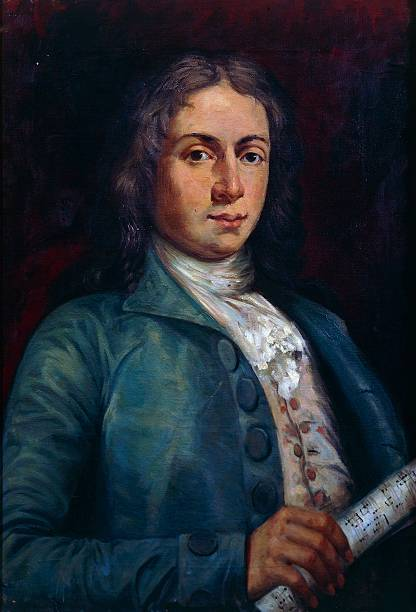
青年時のスカルラッティの肖像画

アレッサンドロ・スカルラッティ（Alessandro Scarlatti, 1660年5月2日 - 1725年10月22日）はバロック期のイタリアの作曲家。特にオペラとカンタータで著名である。オペラにおけるナポリ楽派の始祖と考えられている。
同じくバロック期の作曲家であるドメニコ・スカルラッティとピエトロ・フィリッポ・スカルラッティの父でもある。

## 生涯
アレッサンドロ・スカルラッティ（以下スカルラッティ）はシチリア島のトラーパニもしくはパレルモで生まれた。初期の作品がストラデッラやレグレンツィといった北イタリアの作曲家の影響を受けていることから、スカルラッティはローマのジャコモ・カリッシミに師事していたとされている。ローマで作曲したオペラGli Equivoci nell’amore（1679年）が当時ローマに滞在していたスウェーデン女王クリスティーナの目に留まり、スウェーデンの宮廷楽長となった。1684年2月、オペラ歌手でナポリの権威ある貴族の当主でもあった姉の説得を受け、スカルラッティはナポリ総督宮廷楽長となる。スカルラッティはナポリで長編のオペラを作曲し、その数々は儀式用に作曲された作品同様、特筆すべき流麗さと豊かな表現力を兼ね備えていた。
1702年、スカルラッティはスペイン継承戦争の渦中にあったナポリを逃れ、その終結までの間各地を転々とした。トスカーナ大公フェルディナンド3世の庇護を受け、フィレンツェ近郊にあった大公の劇場での上演用にオペラを作曲した。その後、オットボーニ枢機卿の楽長を務め、1703年にはローマのサンタ・マリア・マッジョーレ大聖堂の教会楽長に就任した。
1707年、ヴェネツィアとウルビーノを訪れた後、1708年にスカルラッティはナポリに復帰し、1717年まで留まった。この時までに、ナポリの人々はスカルラッティの音楽に飽きていた。一方でローマではスカルラッティの音楽を評価する声が高かった。Telemaco（1718年）、Marco Attilio Regolò（1719年）、Griselda（1721年）といった、ローマのカプラニーカ劇場で上演された彼の素晴らしいオペラの数々は、1721年に聖セシリアの祝日のためにアクアヴィーヴァ枢機卿に献呈された合唱とオーケストラによるミサを含む気品高い教会音楽の作品群同様、高い評価を受けていたのである。スカルラッティの生涯最後の作品は、1723年、スティリアーノ王子の婚礼のために作曲され未完成に終わったセレナータであった。スカルラッティは1725年にナポリにて没した。

## 作風

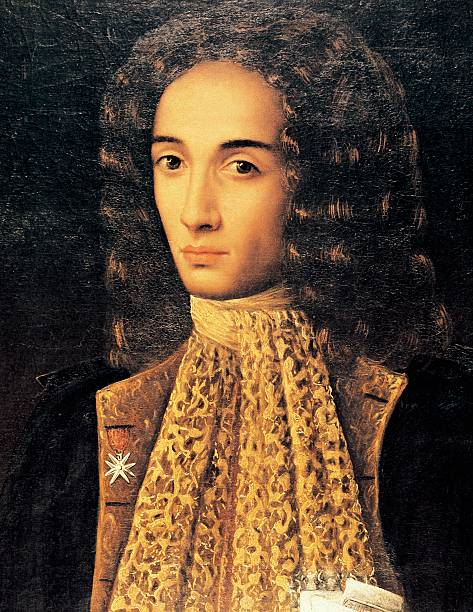
ドメニコ・アントニオ・ヴァッカロによるスカルラッティの肖像画

スカルラッティの音楽は、フィレンツェ、ヴェネツィア、ローマを中心として発展した17世紀の初期バロックにおけるイタリアの声楽様式とモーツァルトで全盛を極める18世紀における古典楽派との間の重要な橋渡しとして位置付けることが出来る。スカルラッティの初期のオペラ（Gli Equivoci nel sembiante（1679年）、L'Honestà negli amori（1680年）、Pompeo（1683年）他、1685年以前に書かれた作品）は、レチタティーヴォにおいて古い形式の終止を維持しており、また巧みに構成された様式が多くの魅力的な短いアリアの中で用いられていた。これらは時として注意深く作り上げられた弦楽四重奏によって、また時にはチェンバロのみによって伴奏されていた。1686年までに、スカルラッティが「イタリア風序曲」の形式を確立していたことは断定的である。スカルラッティはグラウンド・バスと二部形式によるアリアを捨て去り、三部形式あるいはダ・カーポを用いた三部形式を支持した。この時期のスカルラッティによる最も優れたオペラとして、 La Rosaura（1690年）、劇中のアリア｢すみれ(Le Violette)｣で有名なピロとデメトリオ(Pirro e Demetrio、1694年)がある。
1697年以後からは、おそらくジョヴァンニ・ボノンチーニの様式およびナポリ総督宮廷の趣味に影響され、スカルラッティのオペラにおけるアリアは、リズムにおいてより均質かつありふれたものとなる。彼の譜面を見ると、急作りで十分な推敲がなされていないものの、その音楽は壮麗さを失ったという訳ではなかった（Eracles（1700年））。オーボエやトランペットが頻繁に用いられるようになり、ヴァイオリンはしばしばユニゾンで奏でられていた。
1707年、ヴェネツィアのために作曲されたMitridate Eupatoreは、スカルラッティの傑作とされている。この作品に含まれた曲は、技巧と知性の両面において、ナポリ時代に書かれた作品に比して格段の進歩を示している。ナポリにおいて後期に書かれたオペラ（L'Amor volubile e tiranno（1700年）、La Principessa fedele（1712年）、Tigrane（1715年）他）は、情緒的であるというよりもむしろ華やかで印象的である。管弦楽法は以前の作品と比較して大きな進歩を見せていた。声楽の伴奏は弦楽四重奏によってなされ、チェンバロの使用はリトルネロに限定されるようになっていたのである。オペラTeodora（1697年）において、スカルラッティはリトルネロを初めて使用した。
ローマのために作曲されたスカルラッティによる最後のオペラの作品群は、特にレチタティーヴォにおいて詩趣に富む感情と奔放かつ荘厳なメロディー様式、劇的な感覚を示している。また、管弦楽法はホルンが初めて用いられるなどより近代的な様式となり、印象的な効果を醸成していた。
オペラに加え、オラトリオ（Agar et Ismaele esiliati（1684年）、Christmas Oratorio（1705年頃）、S.Filippo Neri（1714年）他）やセレナードも全てオペラ同様の様式を示している。スカルラッティは500以上の独唱のための室内カンタータを作曲した。これらは当時における室内楽のうちで最も知性に溢れる類のものである。
少数のみが現存しているスカルラッティの手によるミサと教会音楽は比較的重要ではない。しかし、「聖セシリアのミサ曲 St Cecilia Mass（1721年）」だけは例外であり、バッハやベートーヴェンによって高みに達する合唱とオーケストラによる編成のミサ曲の最初期の作品の一つとして極めて重要である。スカルラッティによる器楽音楽は、奇妙なことに声楽音楽に比して古風な様式で書かれている。